# Korean Broadcasting System
Tổng công ty Phát thanh Truyền hình Hàn Quốc (Tiếng Hàn: 한국방송공사, Tiếng Anh: Korean Broadcasting System, KBS) là đài phát thanh và truyền hình quốc gia của Hàn Quốc.

## Lịch sử

### Phương tiện truyền thông nhà nước
KBS viết tắt của Korean Broadcasting System là đài truyền hình đại chúng của Hàn Quốc. Năm 1927, KBS bắt đầu truyền các chương trình phát thanh với tên gọi Trạm phát sóng Gyeongseong (ký hiệu JODK). Năm 1935, JODK hiện tại được đổi tên thành Đài phát thanh trung tâm Gyeongseong và Hiệp hội phát thanh truyền hình Joseon được thành lập. Bắt đầu với Đài phát thanh truyền hình Busan (JBAK) vào năm 1936, Bình Nhưỡng (JBBK), Chongjin (JBCK), Iri (JBFK), Hamheung (JBDK), Daegu (JBGK), Gwangju (JBHK), Daejeon (JBIK), Wonsan (JBJK), Haeju (JBKK), Sinuiju (JBLK), Chuncheon (JBMK), Masan (JBOK), Mokpo (JBNK), Seongjin (JBPK), Cheongju (JBQK) và Gangneung (JBRK) đã thành lập hệ thống trạm phát sóng địa phương. Ở Bắc Triều Tiên, nó cũng là gốc của Chosun Central Broadcasting. Có một tòa nhà trông giống như bản sao của tòa nhà văn phòng JODK trong công viên giải trí video ở Hapcheon-gun. Năm 1947, nó được khởi động lại với tên gọi Đài phát thanh trung tâm Seoul, một đài truyền hình nhà nước.
Năm 1947, ký hiệu cuộc gọi HL được Liên minh Viễn thông Quốc tế (ITU) công nhận và được chỉ định là tên viết tắt của KBS bởi Hiệp hội Phát thanh Truyền hình Hàn Quốc, một đài truyền hình nhà nước. Ngày 24 tháng 12 năm 1961 tiến hành phát sóng thử nghiệm, sau khi khai mạc truyền hình vào ngày 31 tháng 12 năm 1961 thì phát sóng chính thức vào ngày 15 tháng 1 năm 1962. Trước khi thành lập Korea Broadcasting Corporation, nó được dùng làm tên.Vào ngày 1 tháng 1 năm 1963, phí giấy phép, phí xem và phát sóng thương mại (phát thanh thương mại thương mại) cũng bắt đầu. Từ ngày 1 tháng 1 năm 1963 đến ngày 30 tháng 4 năm 1969, các quảng cáo (quảng cáo thương mại) được phát sóng trong sáu năm. Vào ngày 30 tháng 4 năm 1969, buổi phát sóng thương mại cuối cùng (phát sóng thương mại) kết thúc và vào ngày 1 tháng 5 năm 1969, việc phát sóng thương mại (phát sóng thương mại) bị bãi bỏ và phát sóng giáo dục được tiến hành vào buổi sáng.

### Đài phát thanh công cộng

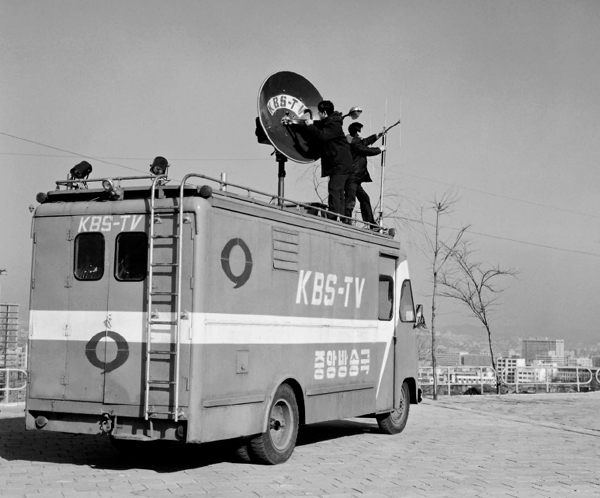
Xe tiếp sóng của đài KBS (1971)

Năm 1973, khi cơ quan điều hành của đài phát sóng được chuyển từ phát thanh quốc gia sang phát sóng công cộng, Tổng công ty phát thanh truyền hình Hàn Quốc hiện tại được thành lập. Năm 1972, tòa nhà văn phòng hiện tại ở Yeouido được lên kế hoạch và hoàn thành vào năm 1976. Vào ngày diễn ra cuộc đảo chính quân sự năm 1979, quân nổi dậy đã thành công trong việc chiếm giữ nó bằng cách gửi lực lượng có kích thước bằng một chiếc xe tải quân sự, và đây trở thành khu vực chiếm đóng đầu tiên của quân nổi dậy.

### Thập niên 1980
Năm 1980, các đài phát thanh truyền hình tư nhân như Dongyang Broadcasting (trụ sở chính tại Seoul  chi nhánh Busan) và Dong-A Broadcasting đã được mua lại và sáp nhập theo chủ trương sáp nhập của các phương tiện truyền thông, Vào ngày 1 tháng 12 năm 1980, do hợp nhất phương tiện truyền thông, KBS 2FM đã bãi bỏ phát sóng thương mại (phát sóng thương mại thương mại). Vào ngày 22 tháng 12 năm 1980, kênh của KBS 2TV bắt đầu phát sóng màu và vào ngày 2 tháng 2 năm 1981, KBS 3TV đã khai trương. Từ ngày 7 tháng 3 năm 1981, lần đầu tiên phát sóng thương mại (phát sóng thương mại) bắt đầu và nối lại cùng với KBS 1TV, KBS Radio 1, KBS 1FM, KBS 2TV và KBS Radio 2.
Vào ngày 25 tháng 1 năm 1982, định dạng và thay đổi phát sóng thương mại (phát sóng thương mại) của KBS 2TV đã được thực hiện, và phát sóng thương mại (phát sóng thương mại) của KBS 1TV, không giống như KBS 2TV, bao gồm các chương trình thể thao, play-by-play và phát sóng thương mại phim (Sau khi giảm phát sóng thương mại thương mại), vào tháng 4, quảng cáo khối được tổ chức vào buổi sáng các ngày trong tuần và thời gian quảng cáo tăng lên. Đối với các kênh radio, KBS Radio 1, KBS Radio 1 và KBS Radio 2 bắt đầu phát sóng thương mại (phát sóng quảng cáo thương mại), giống như các kênh truyền hình.
Vào đầu và giữa những năm 1980, nó đã gây ra sự lan rộng của "Chiến dịch từ chối phí thuê bao KBS" của nông dân và các nhóm tôn giáo, nhưng đến năm 1983, "Đi tìm những gia đình ly tán" đã được phát sóng trong 138 ngày. Năm 1985, việc phát sóng đa âm thanh lần đầu tiên được tiến hành. Sau đó, Korea Broadcasting Corporation trở thành đài truyền hình tổ chức các cuộc thi trong nước, vào ngày 1 tháng 5 năm 1985, kênh KBS 1TV bãi bỏ quảng cáo rượu và quảng cáo được phát sóng từ 20:00 đến 22:30 (2 giờ 30 phút) buổi chiều. quảng cáo thương mại)..
Vào tháng 7 năm 1986, các kênh của Đại hội thể thao châu Á Seoul và KBS 1TV đã bãi bỏ quảng cáo vào buổi chiều các ngày trong tuần (20:30~20:35). Năm 1988, với việc khai trương tòa nhà Trung tâm Báo chí Olympic hiện đại, được trang bị một máy tính lớn với phương pháp nhập/xuất băng cuộn, thiết bị truyền dẫn vệ tinh, teletext, studio phím sắc độ, v.v. cho các phóng viên nước ngoài, Thế vận hội Seoul đã được giám sát và phát sóng. Vào năm 1988 và 1989, kênh của đài KBS 1TV đã phát sóng quảng cáo (quảng cáo thương mại) khi tin tức buổi sáng bắt đầu.

### Thập niên 1990
Năm 1990, Bộ luật Phát sóng KBS lần đầu tiên được ban hành và kênh thuộc Viện Phát triển Giáo dục Hàn Quốc được tách thành Phát thanh Giáo dục (sau đây gọi là EBS). Vào ngày 2 tháng 3 năm 1990, các kênh của KBS 1TV đã bãi bỏ quảng cáo khối vào các ngày trong tuần. Năm 1990, kênh KBS 1TV gửi quảng cáo (quảng cáo thương mại) thể thao, play-by-play và phim ảnh. Từ năm 1990 đến năm 1994, nó bán các phim quảng cáo (commercial commercials) như thể thao, play-by-play, và phim ảnh. Vào ngày 27 tháng 12 năm 1990, KBS 3TV bị đóng cửa, nhưng KBS 3TV đã được thay thế bằng EBS.
Ngày 23 tháng 7 năm 1994, đài KBS 1TV quyết định ngừng phát sóng thương mại (commercial commercial Broadcasting).Ngày 30 tháng 9 năm 1994, KBS 1TV, KBS 1 Radio và KBS 1FM phát quảng cáo (quảng cáo) lần cuối. Vào ngày 1 tháng 10 năm 1994, trong đợt tổ chức lại vào mùa thu, hệ thống thu phí giấy phép đã được cải tiến thành thu phí ủy thác thông qua KEPCO. Đồng thời, việc phát sóng quảng cáo thương mại (Commercial Commercial Broadcasting) đã bị bãi bỏ bởi KBS 1TV, KBS Radio 1 và KBS 1FM.Chỉ còn lại KBS 2TV và KBS Radio 2 có phát sóng thương mại (commercial commercial Broadcasting), nhưng phát sóng thương mại (commercial Broadcasting) đã được mở rộng theo thời gian. KBS được vận hành bằng phí bản quyền truyền hình và thu nhập từ quảng cáo, nhưng để củng cố sự thịnh vượng của công chúng, KBS 1TV, KBS Radio 1 và KBS 1FM đã bị cấm phát sóng thương mại (commercial commercial Broadcasting) kể từ ngày 1 tháng 10 năm 1994 và không được phát sóng quảng cáo thương mại (Commercial Commercial Broadcasting).
Năm 1995, trang chủ Internet được mở để bắt đầu phát sóng Internet, và năm 1997, Đại hội đồng Liên đoàn Phát thanh Truyền hình Châu Á Thái Bình Dương (ABU) Seoul lần thứ 34 được đăng cai và tổ chức. Vào ngày Bầu cử Tổng thống lần thứ 15, lần đầu tiên chúng tôi giới thiệu công nghệ phát sóng có tên là 'Prism Gem', trong đó số lượng phiếu bầu tăng lên theo thời gian thực, giống như bình xăng ở trạm xăng, có phụ đề ở cuối màn hình trên phát sóng các bộ phim truyền hình và chương trình văn hóa vào các ngày trong tuần không liên quan đến phát sóng kiểm phiếu.

### Thập niên 2000

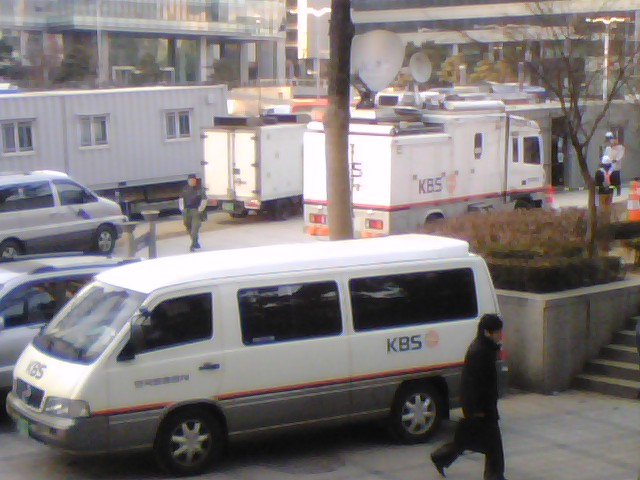
Xe tiếp sóng KBS

Vào ngày 1 tháng 1 năm 2000, đài KBS 3 Radio Sound of Love được ra mắt và vào ngày 1 tháng 7 cùng năm, chương trình phát sóng Radio FM của đài KBS 2 được ra mắt. Năm sau, 2001, bắt đầu phát sóng truyền hình kỹ thuật số mặt đất. Sau 21 năm, vào ngày 10 tháng 12 năm 2001, việc phát sóng thương mại (phát sóng thương mại) của KBS 2FM, một kênh phát thanh, đã được bắt đầu và cho phép. Vào ngày 1 tháng 1 năm 2002, phát sóng thương mại (phát sóng thương mại) đã được nối lại trên kênh radio của KBS 2FM. Năm 2002, với tư cách là công ty phát sóng chính cho các cuộc thi quốc tế, nó đã tiến hành phát sóng chính thức Giải vô địch bóng đá thế giới FIFA Hàn Quốc-Nhật Bản và Đại hội thể thao châu Á Busan. Vào ngày Bầu cử Tổng thống lần thứ 16, 'Quyết định K', một hệ thống dự đoán bầu cử tiên tiến nhất, đã được sử dụng để công bố những người chiến thắng dự kiến khi bắt đầu phát sóng cuộc bầu cử, không phải vào lúc hoàng hôn mà là vào đầu buổi tối, vào ngày bầu cử.
Năm 2003, KBS World, một công ty truyền hình vệ tinh quốc tế, được thành lập và Quy tắc Đạo đức của KBS được ban hành. Trong lĩnh vực radio, 2 Radio và 2FM được đặt biệt danh là Happy FM và Cool FM. Năm 2004, hệ thống đội được triển khai và hệ thống cục khu vực được điều chỉnh thành 9 tổng cục và 9 cục khu vực. Năm 2005, APEC 2005 KOREA giám sát việc phát sóng và mở kênh DMB mặt đất của đài KBS U-KBS.
Năm 2006, MMS (dịch vụ đa chế độ) đã được phát sóng thử nghiệm và năm 2007, DMB mặt đất đã được mở rộng trên toàn quốc. Cũng trong năm đó, Hội nghị Phát thanh Công cộng Thế giới được tổ chức và 1FM có biệt danh là Classic FM. Cuộc bầu cử tổng thống lần thứ 17 nổi tiếng vì được phát sóng trong sân của ngôi nhà nơi người được bầu sống, cho thấy những người lính tại ngũ được trang bị vũ khí hạng nặng xách tay cá nhân bước vào sân từ thời điểm cuộc bầu cử được xác nhận.

### Thập niên 2010
Vào năm 2010, nó đã tổ chức Hội nghị thượng đỉnh G20 Seoul và ra mắt dịch vụ phát sóng DMB cho Ulleungdo và Dokdo. Năm 2011, Giải vô địch điền kinh thế giới Daegu được giám sát và phát sóng 3D cùng lúc, đánh dấu kỷ niệm 50 năm thành lập. Vào năm sau, 2012, nó đã tổ chức Hội chợ triển lãm Yeosu.
Vào năm 2013, chúng tôi đã tổ chức lễ kỷ niệm 10 năm thành lập KBS World và 40 năm thành lập KBS World. Vào năm 2014, nó đã giám sát chuyến thăm của Giáo hoàng Francis tới Hàn Quốc và giám sát Hội nghị toàn quyền của ITU được tổ chức trong cùng năm. Ngoài ra, KBS WORLD 24, một dịch vụ phát sóng 24 giờ nhắm mục tiêu ra nước ngoài, đã được ra mắt. Vào ngày 9 tháng 10 năm 2015, <Finding Dispersed Family>, một chương trình phát sóng trực tiếp đặc biệt vào năm 1983, đã được đăng ký là Di sản tư liệu thế giới.
Năm 2017, chúng tôi đã kỷ niệm 90 năm phát thanh truyền hình Hàn Quốc. Kể từ khi Yang Seung-dong nhậm chức chủ tịch vào tháng 4 năm 2018, những nỗ lực để độc lập với chính trị và vốn vẫn tiếp tục, và những nỗ lực như vậy để đảm bảo quyền tự chủ trong việc đưa tin và sản xuất đã mang lại kết quả với việc sửa đổi các quy tắc lập trình của KBS vào tháng 11 năm 2019.

### Thập niên 2020

'50 năm bên nhau, đài KBS của bạn' (2023)

Vào ngày 19 tháng 7 năm 2021, chương trình phát sóng đa kênh của KBS đã được mở. Kênh 9-2 được sử dụng làm kênh Olympic từ ngày 19 tháng 7 đến ngày 5 tháng 9 và chuyển sang kênh KBS NEWS D từ ngày 6 tháng 9 sau Thế vận hội. Kênh 9-3 sử dụng Đài phát thanh có thể nhìn thấy của đài KBS 1 và Trực tiếp thời gian thực Dokdo. Kênh 7-2 đã hoạt động cho đến ngày 30 tháng 9. Vào ngày 31 tháng 8, kế hoạch thiết lập kênh 9-2 làm kênh thảm họa 24 giờ đã được công bố.

## Logo

15 tháng 10 năm 1961 ~ 2 tháng 3 năm 1973
3 tháng 3 năm 1973~ 28 tháng 10 năm 1984
29 tháng 10 năm 1984 ~ Hiện tại29 tháng 10 năm 1984 ~ Hiện tại

## Đối tác
- CBC (Canada)
- National Broadcasting Network (Philippines)
- ABS-CBN  (Philippines)
- GMA Network  (Philippines)
- NHK (Nhật Bản)
- TF1 (Pháp)
- ZDF (Đức)
- ABC (Mĩ)
- CCTV (Trung Quốc)
- VOV, VTV (Việt Nam) (KBS có quan hệ hợp tác với Đài Tiếng nói Việt Nam trong lĩnh vực phát thanh từ năm 1995, có quan hệ với Đài Truyền hình Việt Nam và có chương trình truyền hình bằng tiếng Việt với phụ đề Hàn Quốc từ năm 2008).[18]

## Các kênh sóng
Truyền hình mặt đất:
- KBS 1TV - Kênh hàng đầu của KBS, phát sóng tin tức và các vấn đề thời sự, giáo dục, thể thao và văn hóa. Kênh này ra mắt vào năm 1961 với tên gọi HLKA-TV và hoàn toàn được tài trợ bởi, phát sóng miễn phí; có sẵn trên toàn quốc, phát sóng qua truyền hình kỹ thuật số mặt đất. (KBS1 cũng phát sóng các bộ phim và chương trình giải trí nhỏ, nhưng phần lớn các chương trình loại này là trên KBS2).
- KBS 2TV - Kênh giải trí và phim truyền hình của KBS, được ra mắt vào năm 1980 để thay thế cho Tập đoàn phát thanh Tongyang, được sáp nhập với KBS; phát sóng thông qua truyền hình kỹ thuật số mặt đất. (KBS2 cũng phát sóng các chương trình tin tức và thời sự nhưng phần lớn các chương trình loại này là trên KBS1).
- KBS UHD - Kênh độ phân giải siêu cao. Phát sóng các video âm nhạc và phát lại các bộ phim truyền hình.

KBS1 và KBS2 ngừng phát sóng truyền hình tương tự vào ngày 31 tháng 12 năm 2012 và chuyển đổi sang truyền hình kỹ thuật số.
Truyền hình cáp và truyền hình vệ tinh:
- KBS Prime - Một kênh văn hóa và kịch, được ra mắt vào năm 1995 với tên gọi KBS Satellite 2, sau đó được đổi tên thành KBS Korea vào năm 2002, và sau đó lại đổi thành KBS Prime.
- KBS Drama - trước đây là KBS Sky Drama, ra mắt năm 2002
- KBS N Sports - trước đây là KBS Sports / KBS Sky Sports, ra mắt năm 2002
- KBS Joy - một kênh hài kịch và chương trình đố vui được ra mắt vào năm 2006
- KBS Kids - kênh dành cho trẻ em, ra mắt năm 2012
- KBS W - một kênh nhắm đến đối tượng nữ, ra mắt năm 2013
- KBS - K Picture Media - phim hoạt hình trả tiền phân phối trực tuyến

Hệ thống KBS World: là dịch vụ truyền hình quốc tế của KBS, ra mắt ngày 1 tháng 7 năm 2003, phát sóng 24h mỗi ngày, chủ yếu phát sóng các chương trình của kênh KBS1, KBS2 ra thế giới. Đến tháng 7 năm 2007, khoảng 65% chương trình có phụ đề tiếng Anh, có mặt ở 32 quốc gia.
Phát thanh radio:
- KBS RADIO 1 (711 kHz AM / 97.3 MHz FM KBS Radio Seoul) - tin tức, các vấn đề thời sự, kịch, phim tài liệu và văn hóa. Ra mắt vào năm 1927 với tên gọi Kyeongseong Broadcasting Corporation JODK và trở thành KBS Radio 1 vào năm 1965.
- KBS Radio 2 (603 kHz AM / 106.1 MHz FM KBS Happy FM) - Kênh âm nhạc phổ biến. Ra mắt vào năm 1948 với tên gọi HLSA.
- KBS Radio 3 (1134 kHz AM / 104,9 MHz FM KBS Voice of Love FM) - Ra mắt vào năm 1980 và ngừng phát sóng vào năm 1981. Sau đó, Kênh này đã được thay thế bởi dịch vụ radio khu vực của KBS Radio 2 và FM Giáo dục (nay là EBS FM). Sau đó được ra mắt lại vào năm 2000 dưới dạng phụ trợ kênh KBS Radio 2.Tới năm 2010, nó được ra mắt trên FM và được cơ cấu lại thành một đài phát thanh cho người khuyết tật.
- KBS 1FM (93,1 MHz Classic FM) - nhạc cổ điển và nhạc dân gian. Ra mắt vào năm 1979 dưới tên KBS Stereo, đổi thành tên hiện tại vào năm 1980.
- KBS 2FM (89,1 MHz / DMB CH 12B Cool FM) - nhạc phổ biến. Ra mắt vào năm 1966 với tên Radio Seoul Broadcasting (RSB), được đổi tên thành TBC-FM vào những năm 1970, đổi tên thành KBS Radio 4 vào năm 1980 sau khi TBC-FM buộc phải sáp nhập vào KBS, sau đó lấy tên hiện tại vào năm 2003.
- Đài phát thanh KBS Hanminjok (nghĩa đen: Đài phát thanh quốc tịch Hàn Quốc KBS) (sóng ngắn 6015 MHz và sóng trung 1170 kHz) - ra mắt năm 1975.
- KBS World Radio - dịch vụ phát thanh quốc tế của Hàn Quốc, được tài trợ trực tiếp bởi chính phủ.